# Scutellospora nigra
Scutellospora nigra är en svampart som först beskrevs av J.F. Redhead, och fick sitt nu gällande namn av C. Walker & F.E. Sanders 1986. Scutellospora nigra ingår i släktet Scutellospora och familjen Gigasporaceae.   Inga underarter finns listade i Catalogue of Life.